# نهضت‌آباد (رودبار جنوب)
نهضت‌آباد یا شاه‌آباد، روستایی در دهستان نهضت‌آباد بخش مرکزی شهرستان رودبار جنوب در استان کرمان ایران است. این روستا، مرکز دهستان نهضت‌آباد است.

## جمعیت
بر پایه سرشماری عمومی نفوس و مسکن در سال ۱۳۹۵، جمعیت این روستا برابر با ۵۸۷ نفر (۱۴۹ خانوار) بوده است.